# Executive One

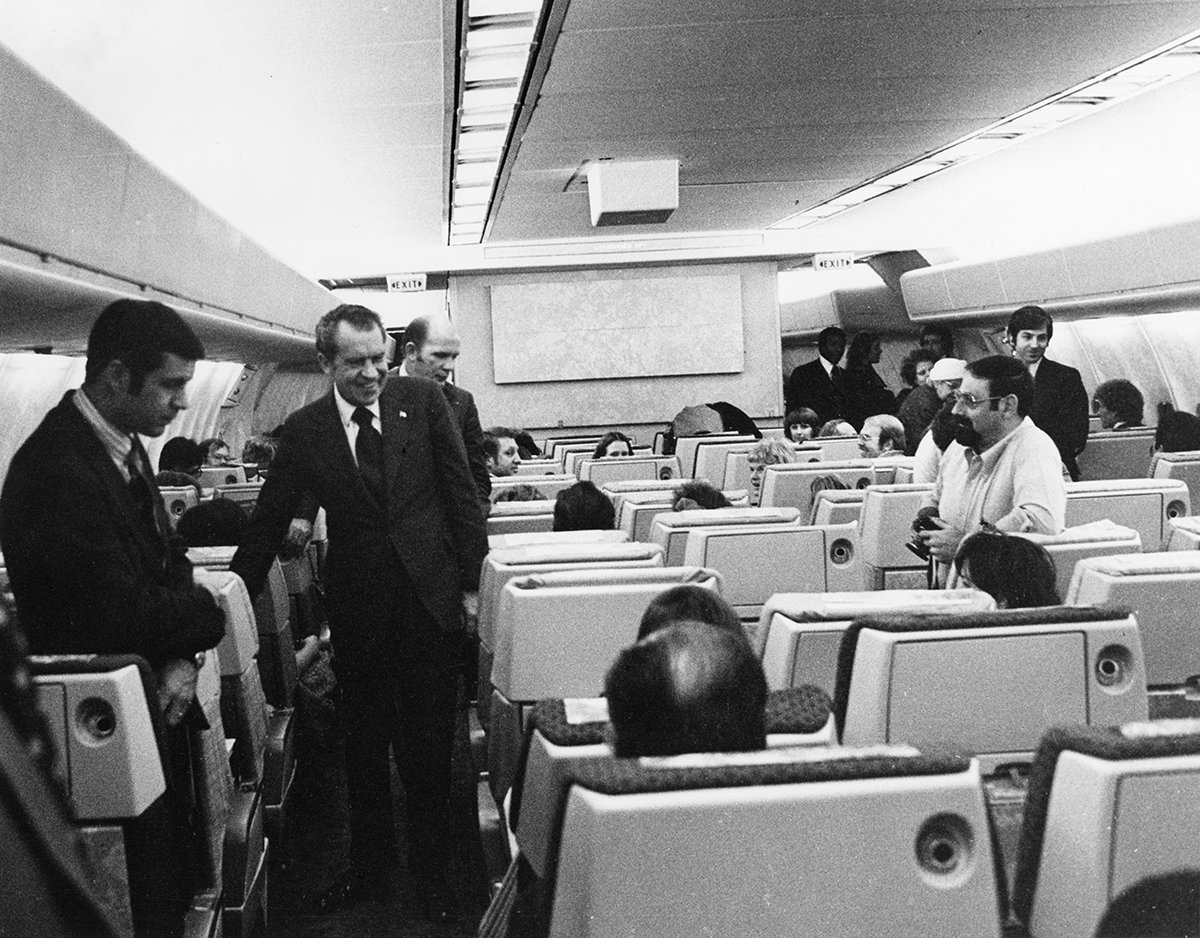
Presidente Richard Nixon surpreende passageiros a bordo do voo comercial 55 da UAL entre Washington, D.C. e Los Angeles.

Executive One é o indicativo de chamada designado para qualquer aeronave civil dos Estados Unidos quando o presidente dos Estados Unidos está a bordo. Normalmente, o presidente voa em aeronaves militares que estão sob o comando do Grupo de Transporte Aéreo Presidencial, que inclui o Air Force One, Marine One, Army One, Navy One e Coast Guard One.
Em 26 de dezembro de 1973, o presidente Richard Nixon se tornou o único presidente em exercício a viajar em um voo comercial regular quando voou no voo 55 da United Airlines do Aeroporto Internacional Washington Dulles para o Aeroporto Internacional de Los Angeles, "para dar o exemplo para o resto da nação durante a atual crise energética" e para "demonstrar sua confiança nas companhias aéreas". Nixon, a primeira-dama Pat, a filha Tricia e 22 funcionários, segurança e pool de imprensa compraram 13 passagens de primeira classe a US$ 217,64 e 12 passagens de classe econômica a US$ 167,64 a bordo do DC-10 no que tradicionalmente não é um voo muito movimentado e, com um olho na segurança, embarcou silenciosamente no avião sem alarde para manter o sigilo antes da partida. Um assessor de Nixon carregou um dispositivo de comunicação seguro do tamanho de uma mala a bordo do avião, para que o presidente pudesse permanecer em contato com Washington em caso de emergência.
Se os familiares do presidente estiverem a bordo, mas não o próprio presidente, o voo pode, a critério da equipe da Casa Branca ou do Serviço Secreto, usar o indicativo de chamada Executive One Foxtrot (EXEC1F). "Foxtrot" é a designação do alfabeto fonético para a letra "F", sendo esta a primeira letra de "família".
O helicóptero militar que normalmente tem o indicativo de chamada "Marine One" recebe o indicativo de chamada "Executive One" quando transporta o presidente que está deixando o cargo em seu voo final do Capitólio, após a posse de seu sucessor, como foi feito em 20 de janeiro de 2009 para George W. Bush e em 20 de janeiro de 2017 para Barack Obama.

## Executive Two
Executive Two é o indicativo de chamada designado para qualquer aeronave civil dos Estados Unidos quando o vice-presidente dos Estados Unidos está a bordo. Normalmente, no entanto, o vice-presidente voa em aeronaves militares que estão sob o comando da 89.ª Ala de Transporte Aéreo do Comando de Mobilidade Aérea, com sede na Base aérea Andrews no Condado de Prince George's, Maryland.
Uma exceção notável foi quando Nelson Rockefeller foi nomeado vice-presidente de Gerald Ford em 1974. Ele possuía um jato Grumman Gulfstream II que ele preferia ao muito mais lento Convair C-131 Samaritan com propulsão a hélice que era então a aeronave primária do Air Force Two. Sendo um avião particular, o indicativo de chamada do Gulfstream era Executive Two enquanto Rockefeller estava no cargo.
Em 2 de fevereiro de 2000, um projeto de lei estava na pauta do Senado que parecia que poderia terminar em empate, exigindo que o vice-presidente desse o voto de desempate. Um voo da US Airways Shuttle era a maneira mais rápida de ir da cidade de Nova Iorque, onde o vice-presidente Al Gore estava, de volta ao Capitólio. Como se viu, seu voto não foi necessário.
Se os familiares do vice-presidente estiverem a bordo, mas não o próprio vice-presidente, o voo pode, opcionalmente, usar o indicativo Executive Two Foxtrot, assim como Executive One Foxtrot.